# Armin Navabi
Armin Navabi (ur. 25 grudnia 1983 w Teheranie) – kanadyjski aktywista ateistyczny irańskiego pochodzenia, były muzułmanin, pisarz, autor podcastów i vloger. Obecnie mieszka w Vancouver (Kolumbia Brytyjska, Kanada). W 2011 powołał do życia wolnomyślicielską wspólnotę internetową Atheist Republic. Obecnie jest to kanadyjska organizacja non-profit, posiadająca setki oddziałów zwanych „konsulatami” w kilku krajach na całym świecie, takich jak Malezja, Indonezja czy Filipiny, umożliwiająca współdziałanie niewierzących w społeczeństwach, w których ateizm, apostazja i bluźnierstwo bywają penalizowane i represjonowane. Jako autor zadebiutował książką Why There Is No God (Dlaczego Bóg nie istnieje, 2014), a w 2017 roku stał się współgospodarzem podcastu Secular Jihadists from the Middle East (Świeccy Dżihadyści z Bliskiego Wschodu), wraz z innymi byłymi muzułmanami, obecnie działaczami świeckimi i ateistycznymi: Ali A. Rizvi, Yasmine Mohammad oraz Faisal Saeed Al Mutar. W styczniu 2018 roku podcast został przemianowany na Secular Jihadists for a Muslim Enlightenment (Świeccy Dżihadyści dla Oświecenia Muzułmańskiego), z Rizvi i Navabi jako współgospodarzami, których fani mogą wspierać przez Patreon.

## Życiorys
Navabi został wychowany w Teheranie na szyickiego muzułmanina. Krótko przebywał w Niemczech (1985) oraz w Londynie (1986). W 1988 roku powrócił do Teheranu. Jego rodzina była liberalna religijnie i nieszczególnie pobożna, lecz w trakcie nauki szkolnej wierzył on, że popełnienie nawet najmniejszego grzechu będzie skutkować pobytem w piekle. Navabi rozumował, że skoro życie pośmiertne ma trwać wiecznie, to powinno ono być najważniejszym priorytetem każdego człowieka. Zauważył jednak, że wiele z otaczających go osób, chociaż twierdziło, że w to wierzą, nie zachowywało się tak, jak jakby to było dla nich najważniejsze. Aby za wszelką cenę uniknąć piekła, przed osiągnięciem „wieku dojrzałości” (15 lat dla chłopców, 9 lat dla dziewcząt) rozważał samobójstwo, ponieważ każdy popełniony wcześniej grzech (w tym samobójstwo) nie „liczy się”, nawet gdyby doprowadziłoby go to tylko do najniższej części nieba. W wieku 12 lat próbował popełnić samobójstwo, wyskakując z budynku szkolnego przez okno, lecz próba ta nie powiodła się. Skutkiem było poruszanie się na wózku inwalidzkim przez 7 miesięcy.
Powróciwszy do zdrowia po próbie samobójczej, czując się źle z powodu zaniepokojenia swojej rodziny, Navabi stał się jeszcze bardziej zagorzałym muzułmaninem. Nigdy nie opuszczał modlitwy, starał się nie patrzeć na kobiety, aby nie ulec pokusie, pilnie studiował islam. Jednak im więcej dowiadywał się, tym większe miał wątpliwości, ponieważ religia wydawała się nie mieć dla niego żadnego sensu, z powodu niesłychanie wysokich wymagań w życiu codziennym muzułmanów oraz zapowiedzi kary dla wszystkich nie-muzułmanów w postaci wiecznych tortur. Studiowanie innych religii jeszcze bardziej wzbudzało jego sceptycyzm. Poprosiwszy Boga, aby się objawił i udowodnił, że istnieje, Navabi nie otrzymał odpowiedzi. Wtedy stracił wiarę i ostatecznie doszedł do wniosku, że Bóg jest wytworem ludzkiej wyobraźni.
Navabi studiował przez około rok na Uniwersytecie Teherańskim. Będąc na studiach, początkowo myślał, że może być szaleńcem, będąc jedynym ateistą, którego znał. Jednakże, kiedy zwierzył się dwóm swoim kolegom z uniwersytetu, ujawniając swoje świeżo wypracowane idee, stali się oni sceptyczni wobec religii w ciągu kilku tygodni. To zachęciło go do szukania innych ateistów w Internecie. Nie chcąc pozostawać nadal w Teheranie, postarał się o wizę studencką na Uniwersytecie Kolumbii Brytyjskiej. Przybył do Vancouver 10 października 2004 roku, później stał się rezydentem i ostatecznie uzyskał obywatelstwo kanadyjskie.

## Atheist Republic

### Fundacja
Będąc jeszcze w Iranie, Navabi założył w serwisie internetowym Orkut (2003) grupę Iranian Atheists (Irańscy Ateiści), aby nawiązać kontakt z innymi niewierzącymi w swoim kraju. Był zszokowany, zaskoczony oraz zachwycony, że jest tak wiele osób podobnych do niego. Uczucia te okazały się wzajemne: „Czułem się jakbym wrócił do domu, do rodziny, o której nawet nie wiedziałem”. Po pewnym czasie Navabi postanowił nawiązać kontakt z ateistami poza Islamską Republiką Iranu. W tym celu utworzył w serwisie Facebook stronę o nazwie „Atheist Republic” (styczeń 2012). Następnie w 2012 roku utworzył stronę internetową atheistrepublic.com. Od lipca 2017 roku strona ta ma około 5 milionów odsłon tygodniowo.

### Rozwój

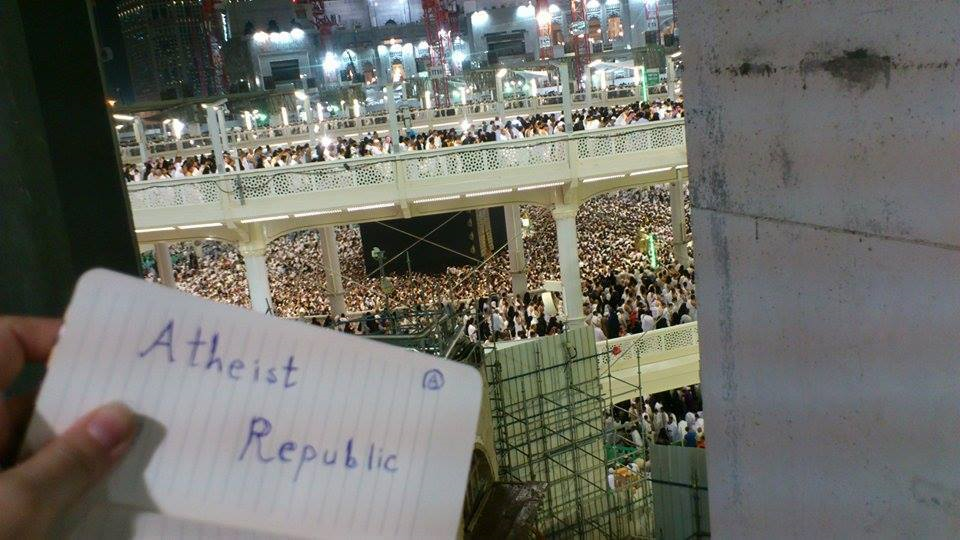
Rana Ahmad trzyma kartkę z napisem Atheist Republic w Świętym Meczecie w Mekce.

Mówiąc o społeczności ateistów w BBC Trending w czerwcu 2014 roku, Navabi powiedział: „Chcemy, aby ludzie zrozumieli, że nie są sami. Chcemy, aby ludzie zrozumieli, że nie muszą się wstydzić tego, kim są”.
W 2014 roku Saudyjka, była muzułmanka, Rana Ahmad miała problemy w swojej rodzinie. Dlatego szukała i znalazła pomoc w Internecie w Atheist Republic oraz w innych podobnych organizacjach. Kiedy jej rodzina zmusiła ją do pójścia na pielgrzymkę Hadżdż, zrobiła sobie zdjęcie z kartką z napisem Atheist Republic, stojąc w Świętym Meczecie w Mekce, najświętszym miejscu islamu. Następnie uciekła do Niemiec, korzystając z pomocy organizacji „Faith to Faithless”, zajmującej się zwalczaniem dyskryminacji osób niereligijnych.
W maju 2017 roku administratorzy serwisu Atheist Republic twierdzili, że ich strona na Facebooku została trzy razy zamknięta po tym, co wydawało się być skoordynowaną kampanią aktywistów religijnych. Mając ponad 1,6 miliona osób, prawdopodobnie była to „najbardziej popularna społeczność ateistów spośród wszystkich sieci społecznościowych”. Po ponownym przywróceniu Atheist Republic zażądała zwolnienia z automatycznego systemu blokowania, który jest aktywowany natychmiast po tym, gdy dana strona jest często oznaczana, co powoduje, że jest ona narażona na zamknięcie przez samą liczbę jej przeciwników.

### Próby represji ze strony rządu malezyjskiego
W sierpniu 2017 roku zdjęcie ze spotkania konsulatu Atheist Republic w Kuala Lumpur zostało zamieszczone na jej profilu w serwisie Facebook. To wzbudziło kontrowersje, gdy wiceminister spraw islamskich Asyraf Wajdi Dusuki nakazał dochodzenie wyjaśniające, czy ludzie na zdjęciu popełnili apostazję, co jest w Malezji nielegalne, a byli muzułmanie mogą być ukarani grzywną, uwięzieni lub wysłani na terapię psychiatryczną. Następnego dnia minister w Departamencie Premiera Shahidan Kassim posunął się do stwierdzenia, że ateistów należy „ścigać”, ponieważ nie ma miejsca dla takich grup w konstytucji Malezji. Obecni na zgromadzeniu członkowie Atheist Republic, którzy podobno otrzymali groźby śmierci w mediach społecznościowych, byli sprawdzani pod kątem tego, czy „rozpowszechniali ateizm wśród muzułmanów”, co również zostało zakazane w tym kraju. Navabi zapytał: „W jaki sposób ta grupa szkodzi komukolwiek?”. Ostrzegł jednocześnie, że takie działania rządu mogą zaszkodzić reputacji Malezji jako „umiarkowanego” kraju muzułmańskiego. Publikowane pliki wywołały również gwałtowne protesty niektórych Malezyjczyków, którzy nazwali Navabiego apostatą i grozili ścięciem lidera Atheist Republic.
Jeden z administratorów konsulatu w Kuala Lumpur (pod pseudonimem „Michael”) powiedział w BBC Outside Source, że spotkania odbywają się dwa lub trzy razy w roku pomiędzy osobami, które normalnie komunikują się tylko w Internecie:

Kiedy się spotykamy, po prostu siadamy, poznajemy się (...), pijemy, jemy trochę, rozmawiamy o naszym życiu... To wszystko. (...) Oczywiście są to formalni muzułmanie, ateiści oraz wyznawcy innych religii. Zasadniczo chcemy lepiej się poznać i chcemy być przyjaciółmi. (...) I tak zrobiliśmy sobie zdjęcie grupowe oraz poprosiliśmy Atheist Republic, aby to opublikowała. Co więcej, niektóre malezyjskie grupy muzułmańskie inaczej zrozumiały przesłanie (...) i przyjęły założenia, że muzułmanie znajdują się wśród obecnych na zdjęciu. [Poprzez media] doszło to do rządu, który z kolei jest zaskoczony istnieniem byłych muzułmanów w Malezji i uważa, że należy coś z tym zrobić. (...) Wiele osób, szczególnie tych obecnych na zdjęciu, teraz się ukrywa, ponieważ nie wiemy, co się stanie. (...) Oczywiście [też się boję].

W listopadzie 2017 roku ogłoszono, że rząd i internetowy regulator Malezyjska Komisja ds. Komunikacji i Multimediów zażądali usunięcia strony ateistycznej i podobnych ateistycznych stron na Facebooku. Jednak Facebook odmówił, ponieważ strony nie naruszały żadnych standardów firmy.

## Publikacje
- Armin Navabi: Why there is no God. Simple Responses to 20 Common Arguments for the Existence of God. Atheist Republic, 2014. ISBN 978-1-5027-7528-3. Brak numerów stron w książce

Wydanie polskie:
- Armin Navabi: Dlaczego Bóg nie istnieje? Czyli proste odpowiedzi na 20 najczęstszych argumentów za istnieniem Boga. Dariusz Kędziora (tłum.). Warszawa: ARW DK MEDIA POLAND sp. z o.o., 2018. ISBN 978-83-943859-3-4. Brak numerów stron w książce